# Jugador Joven del año de la Major League Soccer
La Major League Soccer de los Estados Unidos entrega el Premio al Jugador Joven del año (en inglés: Young Player of the Year Award) desde 1996. Anteriormente, hasta la temporada 2019, la distinción se otorgaba como Novato del Año. El premio solo se le entrega al jugador más destacado cuya temporada fue la primera como profesional. 

## Ganadores

### Novato del año
| Temporada | Jugador            | Posición       | Equipo                 | Draft                          | Universidad              |
| --------- | ------------------ | -------------- | ---------------------- | ------------------------------ | ------------------------ |
| 1996      | Steve Ralston      | Centrocampista | Tampa Bay Mutiny       | College Draft de la MLS 1996   | Florida International    |
| 1997      | Mike Duhaney       | Defensa        | Tampa Bay Mutiny       | Draft Inaugural de la MLS 1996 | UNLV                     |
| 1998      | Ben Olsen          | Centrocampista | D.C. United            | Project-40                     | Virginia                 |
| 1999      | Jay Heaps          | Defensa        | Miami Fusion           | College Draft de la MLS 1999   | Duke                     |
| 2000      | Carlos Bocanegra   | Defensa        | Chicago Fire           | SuperDraft de la MLS 2000      | UCLA                     |
| 2001      | Rodrigo Faria      | Delantero      | MetroStars             | SuperDraft de la MLS 2001      | Concordia College        |
| 2002      | Kyle Martino       | Centrocampista | Columbus Crew          | SuperDraft de la MLS 2002      | Virginia                 |
| 2003      | Damani Ralph       | Delantero      | Chicago Fire           | SuperDraft de la MLS 2003      | Connecticut              |
| 2004      | Clint Dempsey      | Centrocampista | New England Revolution | SuperDraft de la MLS 2004      | Furman                   |
| 2005      | Michael Parkhurst  | Defensa        | New England Revolution | SuperDraft de la MLS 2005      | Wake Forest              |
| 2006      | Jonathan Bornstein | Defensa        | Chivas USA             | SuperDraft de la MLS 2006      | UCLA                     |
| 2007      | Maurice Edu        | Centrocampista | Toronto FC             | SuperDraft de la MLS 2007      | Maryland                 |
| 2008      | Sean Franklin      | Defensa        | LA Galaxy              | SuperDraft de la MLS 2008      | Cal State Northridge     |
| 2009      | Omar Gonzalez      | Defensa        | LA Galaxy              | SuperDraft de la MLS 2009      | Maryland                 |
| 2010      | Andy Najar         | Centrocampista | D.C. United            | SuperDraft de la MLS 2010      | N/A                      |
| 2011      | C. J. Sapong       | Delantero      | Sporting Kansas City   | SuperDraft de la MLS 2011      | James Madison            |
| 2012      | Austin Berry       | Defensa        | Chicago Fire           | SuperDraft de la MLS 2012      | Louisville               |
| 2013      | Dillon Powers      | Centrocampista | Colorado Rapids        | SuperDraft de la MLS 2013      | Notre Dame               |
| 2014      | Tesho Akindele     | Delantero      | FC Dallas              | SuperDraft de la MLS 2014      | Colorado School of Mines |
| 2015      | Cyle Larin         | Delantero      | Orlando City SC        | SuperDraft de la MLS 2015      | Connecticut              |
| 2016      | Jordan Morris      | Delantero      | Seattle Sounders FC    | Jugador de cantera             | Stanford                 |
| 2017      | Julian Gressel     | Centrocampista | Atlanta United         | SuperDraft de la MLS 2017      | Providence College       |
| 2018      | Corey Baird        | Delantero      | Real Salt Lake         | Jugador de cantera             | Stanford                 |
| 2019      | Andre Shinyashiki  | Delantero      | Colorado Rapids        | SuperDraft de la MLS 2019      | Denver                   |

### Jugador Joven del año
| Temporada | Jugador        | Posición       | Equipo            | Edad |
| --------- | -------------- | -------------- | ----------------- | ---- |
| 2020      | Diego Rossi    | Delantero      | Los Angeles FC    | 22   |
| 2021      | Ricardo Pepi   | Delantero      | FC Dallas         | 18   |
| 2022      | Jesús Ferreira | Delantero      | FC Dallas         | 21   |
| 2023      | Thiago Almada  | Centrocampista | Atlanta United FC | 22   |
| 2024      | Diego Luna     | Centrocampista | Real Salt Lake    | 21   |

## Ganadores por nacionalidad
| Nacionalidad   | N.º |
| -------------- | --- |
| Estados Unidos | 20  |
| Canadá         | 2   |
| Brasil         | 2   |
| Alemania       | 1   |
| Honduras       | 1   |
| Jamaica        | 1   |
| Uruguay        | 1   |
| Argentina      | 1   |

## Ganadores por equipo
| Equipo                 | N.º |
| ---------------------- | --- |
| Chicago Fire           | 3   |
| FC Dallas              | 3   |
| Colorado Rapids        | 2   |
| D.C. United            | 2   |
| Los Angeles Galaxy     | 2   |
| New England Revolution | 2   |
| Tampa Bay Mutiny       | 2   |
| Real Salt Lake         | 2   |
| Atlanta United FC      | 1   |
| Chivas USA             | 1   |
| Columbus Crew          | 1   |
| MetroStars             | 1   |
| Miami Fusion           | 1   |
| Orlando City SC        | 1   |
| Seattle Sounders FC    | 1   |
| Sporting Kansas City   | 1   |
| Toronto FC             | 1   |
| Los Angeles FC         | 1   |
| Atlanta United FC      | 1   |